# 台中市公車128路
台中市公車128路主線目前行駛自大雅經沙鹿、梧棲到清水，區間目前行駛自大雅到梧棲（朝元宮），由台中客運營運。

## 歷史
- 本線原為公路客運6855，行駛區間為（臺中－清水），由台中客運、仁友客運、豐原客運、巨業交通聯營。但仁友與巨業交通編碼為6856，於102年1月16日起停駛。
- 2012年12月1日：本線移撥為台中市公車128路，並縮短行駛區間為（大雅－清水）。
- 2013年5月1日：原清水站發車的16:50、17:50班次，各延後10分鐘發車。[2]
- 2015年9月1日：正線與區間皆將「大庄」站更名為「大庄（浩天宮）」、「梧棲（梧棲路）」站更名為「梧棲（朝元宮）」。[3]
- 2015年11月1日：正線與區間皆將「犁份」更名為「犁分」。
- 2017年3月27日：「大雅澄清醫院」更名為「大明」。
- 2020年10月12日：「大雅分駐所」更名為「大雅分局」。
- 2021年11月1日：「社口」更名為「社口(鰲峰路)」。
- 2023年10月20日：「體育館前」更名為「中港高中（臺灣大道）」。
- 2024年3月11日：調整發車時刻。[4]

## 路線基本資料
128
單程行車里數約22.7公里，單程行車時間約1小時20分。主線往清水共55站，往大雅共55站。
主線自大雅起，沿大雅區中清東路、中清路四段、中清路五段、沙鹿區中清路五段、中清路六段、中航路、中清路七段、三民路、臺灣大道八段、梧棲區臺灣大道八段、臺灣大道九段、梧棲路、梧北路、大智路二段、四維路、大仁路二段、港埠路二段、清水區鰲峰路、中山路抵達清水。
- 時刻表僅供參考，請以臺中客運網站公告為準。
- 時刻表更新時間為2025年3月8日。

| 台中市公車128路平/假日時刻列表 | 台中市公車128路平/假日時刻列表 | 台中市公車128路平/假日時刻列表 | 台中市公車128路平/假日時刻列表 |
| ------------------------------ | ------------------------------ | ------------------------------ | ------------------------------ |
| 大雅開時刻                     | 大雅開備註                     | 清水開時刻                     | 清水開備註                     |
| 06:25                          | -                              | 06:35                          | -                              |
| 08:00                          | -                              | 08:00                          | -                              |
| 11:00                          | -                              | 11:10                          | -                              |
| 12:30                          | -                              | 12:30                          | -                              |
| 13:50                          | -                              | 13:50                          | -                              |
| 15:10                          | -                              | 15:10                          | -                              |
| 16:40                          | -                              | 17:00                          | -                              |
| 18:40                          | -                              | 18:30                          | -                              |

128區
僅單向行駛，往梧棲（朝元宮）方向。單程行車里數約16.4公里，單程行車時間46分。往梧棲（朝元宮）共37站。
區間車自大雅起，沿大雅區中清東路、中清路四段、中清路五段、沙鹿區中清路五段、中清路六段、中航路、中清路七段、三民路、臺灣大道八段、梧棲區臺灣大道八段、臺灣大道九段、梧棲路抵達梧棲（朝元宮）。
- 時刻表僅供參考，請以臺中客運網站公告為準。

| 台中市公車128路區間車平日時刻列表 | 台中市公車128路區間車平日時刻列表 | 台中市公車128路區間車平日時刻列表 | 台中市公車128路區間車平日時刻列表 |
| --------------------------------- | --------------------------------- | --------------------------------- | --------------------------------- |
| 大雅開時刻                        | 大雅開備註                        | 梧棲（朝元宮）開時刻              | 梧棲（朝元宮）開備註              |
| 06:40                             | -                                 | -                                 | -                                 |

例假日及寒暑假停駛

### 收費
- 依里程計費；刷電子票證10公里免費。
- 里程計費說明：
  - 基本里程：8公里。
  - 基本里程票價全票20元、半票11元。
  - 超過基本里程（8公里）計費方式：
    - 全票=[2.431 x 搭乘里程數x (1+5%營業稅)] （四捨五入）
    - 半票=[2.431 x 搭乘里程數x (1+5%營業稅)] x 50% （四捨五入）

  - 兒童、老人、身心障礙者及其陪伴者依規定半票收費。

### 停站
參見右側路線圖。